# Côm Petelot
Côm Petelot (danh pháp khoa học: Elaeocarpus petelotii) là một loài thực vật có hoa trong họ Côm. Loài này được Merr. mô tả khoa học đầu tiên năm 1942.